# Asangi
Asangi är en ort i Indien.   Den ligger i distriktet Bagalkot och delstaten Karnataka, i den sydvästra delen av landet, 1 400 km söder om huvudstaden New Delhi. Asangi ligger 544 meter över havet och antalet invånare är 5 344.
Terrängen runt Asangi är platt. Runt Asangi är det tätbefolkat, med 369 invånare per kvadratkilometer. Närmaste större samhälle är Rabkavi, 3,0 km sydväst om Asangi. Trakten runt Asangi består till största delen av jordbruksmark.